# Parmovcovití
Parmovcovití (Apogonidae) je čeleď ryb z řádu hlaváči (Gobiiformes), historicky řazená ve sběrném řádu ostnoploutví (Perciformes). Zahrnuje 28 rodů a přes 270 druhů. Většina je mořská, ale několik druhů obývá brakické vody. Rod Glossamia je výhradně sladkovodní.

## Taxonomie
Rody parmovcovitých:
- rod Apogon (Lacepède, 1801) – parmovec
- rod Apogonichthys (Bleeker, 1854) – parmovec
- rod Archamia (Gill, 1863) – parmovec
- rod Astrapogon (Fowler, 1907) – parmovec
- rod Cercamia (Randall & Smith, 1988)
- rod Cheilodipterus (Lacepède, 1801) – parmovec
- rod Coranthus (Smith, 1961)
- rod Foa (Jordan & Evermann, 1905) – parmovec
- rod Fowleria (Jordan & Evermann, 1903) – parmovec
- rod Glossamia (Gill, 1863)
- rod Gymnapogon (Regan, 1905)
- rod Holapogon (Fraser, 1973)
- rod Kurtamia (Prokofiev, 2006)
- rod Lachneratus (Fraser & Struhsaker, 1991)
- rod Mionorus
- rod Neamia (Smith & Radcliffe, 1912)
- rod Nectamia (Jordan, 1917)
- rod Ostorhinchus (Lacepède, 1802)
- rod Paxton (Baldwin & Johnson, 1999)
- rod Phaeoptyx (Fraser & Robins, 1970) – parmovec
- rod Pseudamia (Bleeker, 1865) – parmovec
- rod Pseudamiops (Smith, 1954)
- rod Pterapogon (Koumans, 1933) – parmovec
- rod Rhabdamia (Weber, 1909) – parmovec
- rod Siphamia (Weber, 1909) – parmovec
- rod Sphaeramia (Fowler & Bean, 1930) – parmovec
- rod Vincentia (Castelnau, 1872)
- rod Zoramia (Jordan, 1917) – parmovec